# Sylvie Huguet
Sylvie Huguet est une écrivaine française née le 24 janvier 1946 dans le 10e arrondissement de Paris et décédée le 29 juillet 2021 à Saint-Germain-en-Laye. Agrégée de lettres, elle a publié de 1983 à sa mort plus de cent cinquante nouvelles – souvent d'inspiration fantastique – dans une vingtaine de revues, et douze romans.

## Romans
- Le Printemps des loups, Fer de Chances, 2002
- Le Démon aux digitales, La Main Multiple, 2005
- Le Dernier Roi des elfes, La Clef d'Argent, 2010
- Le Cauchemar de Montaigne, La Main Multiple, 2011
- Un ami en trop, La Main Multiple, 2012
- Un si lointain appel, Éditions Assyelle, 2014
- Les Licornes de Thulé, La Clef d'Argent, 2015
- Les Innocents, Éditions Assyelle, 2015
- Glaive de jais, Éditions Assyelle, 2017
- La Noirceur du cristal, La Main Multiple, 2018
- Rêve de Licorne, Éditions Assyelle, 2020
- Blizzard d'étoiles, Chant d'Ortie, 2021

## Recueils de nouvelles
- Le Rêveur de jaguar, Fer de chances, 1999
- Les Griffes de Shéhérazade, Editinter, 2004
- La Mosaïque du fou, D'un Noir Si Bleu, 2006
- Le Passage, La Clef d'Argent, 2008
- La vraie nature du croquemitaine, Le Bruit des Autres, 2009
- Avec elle, La Clef d'Argent, 2011
- Rouge Alice, La Clef d'Argent, 2013
- Point final, La Clef d'Argent, 2017